# Хабер (лунный кратер)
Кратер Хабер (лат. Haber) — крупный ударный кратер в области северного полюса на обратной стороне Луны. Название присвоено в честь немецкого химика Фрица Габера (1868—1934) и утверждено Международным астрономическим союзом 22.01.2009 г. 

## Описание кратера

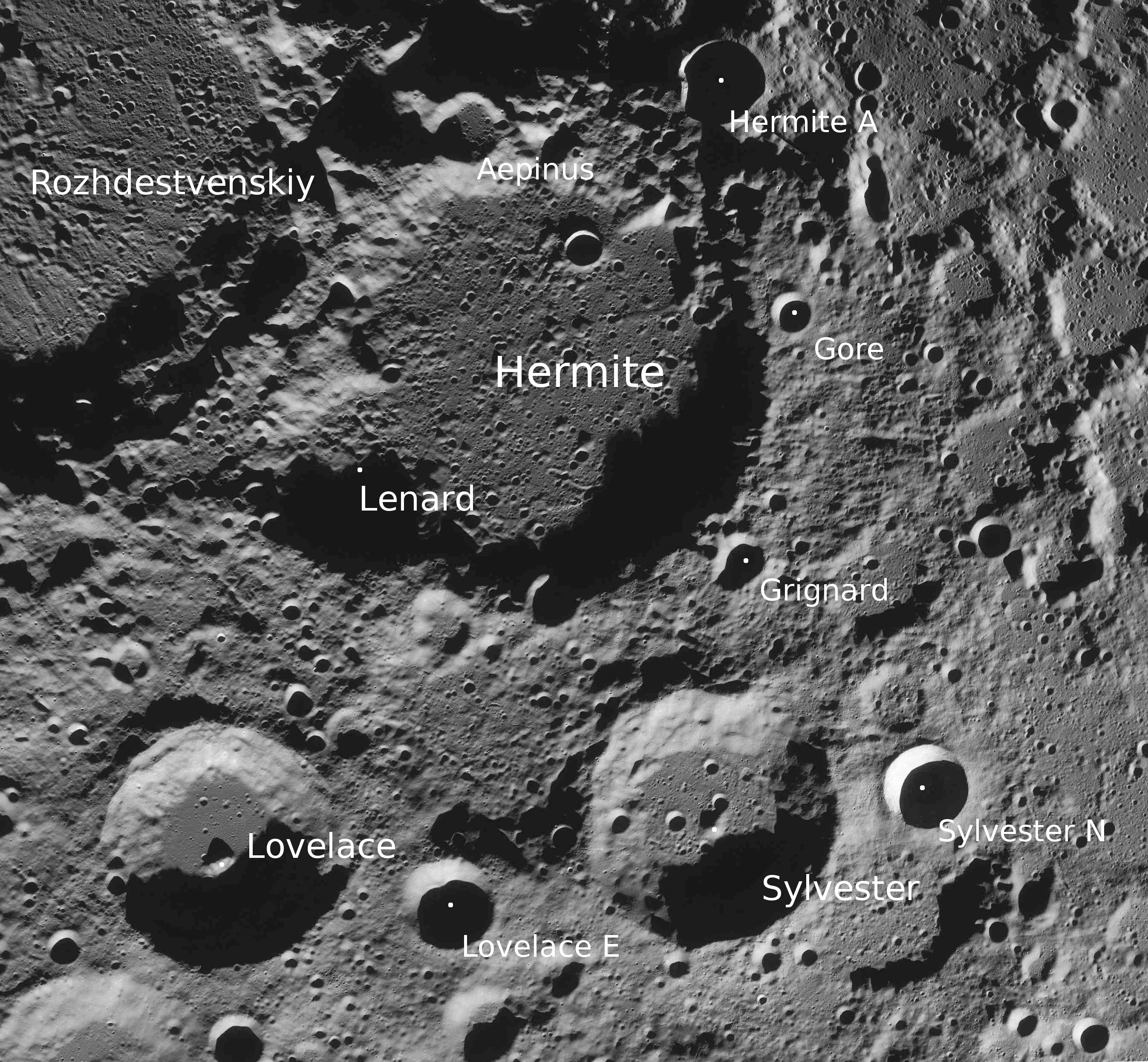
Окрестности кратера Хабер (на снимке не обозначен, слабо выраженный кратер между кратерами Лавлейс и Сильвестр, примыкающий к южной части вала кратера Эрмит). (Снимок зонда Lunar Reconnaissance Orbiter.

Ближайшими соседями кратера являются примыкающий на юго-западе кратер Лавлейс; кратер Ленард на северо-западе; кратер Эрмит на севере и кратер  Сильвестр примыкающий на юго-востоке. На юго-востоке от кратера находится цепочка кратеров Сильвестра. Селенографические координаты центра кратера 83°24′ с. ш. 94°38′ з. д. / 83,4° с. ш. 94,63° з. д., диаметр 56.8 км, глубина 2400 м.
Кратер Хабер имеет полигональную форму и практически полностью разрушен. Вал сглажен, перекрыт множеством мелких и небольших кратеров и трудно различим на фоне окружающей местности. Дно чаши пересеченное, без приметных структур.

## Сателлитные кратеры
Отсутствуют.